# ローラ・B351
ローラ B351(Lola B351) は、ローラが開発したフォーミュラカー。フォーミュラ・ニッポンにて2003年から2005年まで使用された。

## 概要
フォーミュラ・ニッポンは、ローラの前作であるB99/51の失敗、第3のコンストラクターだったGフォース（パノス）の撤退もあり、2002年まではレイナードの事実上のワンメイクだった。しかしそのレイナードが同年に経営破綻してしまい、シャシーの継続的な供給が困難となったため、主催者である日本レースプロモーション（JRP）はローラにシャシーの供給を依頼し、その結果開発されたのが本車両である。JRPでは2002年までは形式上複数のシャシーコンストラクターの参入を認めていたが（マルチメイク）、本車両の導入に伴いレギュレーションでワンメイクを明示する形となった。
従来型のレイナードと比べて全幅が200mm狭くなり、一方でホイールベースが延長されたため、全体的にアンダーステアな傾向が強いマシンとなっている。
エンジンは、13,500 rpm で約 550 馬力 (410 kW) を発生する自然吸気 3,000 cc (180 cu in) の無限・MF308 エンジンを搭載した。